# Garin doktor
A Garin doktor (orosz címe: Доктор Гарин) Vlagyimir Szorokin kortárs orosz író regénye, sci-fi. Megjelent a moszkvai Corpus Kiadónál 2021 áprilisában. Magyarul M. Nagy Miklós fordításában a Gondolat Kiadó jelentette meg 2021 őszén.

## Ismertetése
A történet a 21. század második felében játszódik, ugyanabban a fantasztikus, háborúk által sújtott világban, amelyben Szorokin korábbi regényei is. Európát már rég idegenek birtokolják, Oroszország darabokra hullott és területén hadurak járnak, hipermodern technológiák keverednek mesék és elmúlt századok alakjaival.
A regény központi alakja is egy korábbi Szorokin-mű, a Hóvihar (Метель, 2010) Garin nevű járási orvosának folytatója, ezúttal főorvos-pszichiáter egy altaji szanatóriumban. A doktor egy elektromos bottal (Blackjack) kezeli az intézet nyolc különös lakóját. Mindannyian korábbi nagyhatalmak egykori vezetői, a G8 csoport tagjai: Angela, Donald, Emmanuel, Vlagyimir, stb. Régen nagyon értettek az ülés(ezés)hez, és most a regényben mindegyikük groteszk lényként, csak mint egy-egy nagy fenék van jelen. (Miután elhagyják a szanatóriumot, néhányan közülük cirkuszban lépnek fel).
A gyógyhely békés életét nukleáris robbanás szakítja meg, a szomszédos ország csapatai betörnek az Altaj vidékére, menekülni kell. A főhős és barátnője (Mása nővér) az orvosokkal és az elit betegekkel útnak indul a távol-keleti Habarovszk felé. Garin doktor igazi regényhősként út közben legyőzi az akadályokat. Anarchistákkal, régi nemesekkel, drogdílerekkel, liliputokkal és más különös lényekkel találkozik, futó szerelmi kapcsolatokat létesít, kigyógyít egy óriás földbirtokosnőt betegségéből, átkeléskor csaknem belefullad az Obba, stb. Hónapokra a mocsaras „csernisek”, a KGB-nél nevelt szörnylények lágerébe kerül, ahonnan a fehér varjak szabadítják ki. A kalandok során Garin doktor elveszti, majd újra megtalálja szerelmét, ahogyan Zsivago doktor is, Borisz Paszternak azonos című nagyregényének főhőse.
A kalandos úttal párhuzamosan egy másik „utazás” is zajlik a regényben: utazás az (orosz) irodalom világában, hiszen az orvos rengeteget olvas, útját könyvek oldalai, szövegrészletek kísérik. Egyébként Alekszej Tolsztojnak is van Garin nevű hőse (Garin mérnök hiperboloidja, 1926), és maga a név Csehov híres elbeszélésének szereplőjére, A 6-os számú kórterem Ragin nevű orvosára emlékeztet.

## Orosz kritikáiból
Több orosz kritikus és maga az író is hangsúlyozza, hogy a Doktor Garin műfaja eltér a korábbi regényekétől. Kalandregénynek, utazási regénynek nevezik, melyben Szorokin – tőle szokatlan módon – a történetmesélés hagyományos eszközeivel él. A regénynek van pozitív hőse, fordulatos cselekménye, igazi eleje–közepe–vége. A történetben fontos szerepe van a szerelmi vonalnak, és a könyv „happy-end”-del végződik, szintén ellentétben az író korábbi műveivel. 
Egy kritikus szerint a Doktor Garin egy lovagregény mintájára épül, a lazán kapcsolódó epizódok egyetlen központi tengelyre vannak felfűzve. A könyvet átható irónia megöli a hőssel való érzelmi azonosulás lehetőségét, és az egyszerű cselekményű szerkezet kizárja a mű több rétegű értelmezést. A cikkíró megkérdőjelezi az olyan alkotások értelmét, „melyek semmit nem közvetítenek a szívhez, nem sokkolnak, de nem is gondolatébresztőek.”
Van olyan kritikus, akinek véleményét már a recenzió ironikus címe is elárulja: „Hogyan csalódott Vlagyimir Szorokin a posztmodernben és szeretett bele a tündérmesébe”.
A regény elején a politikai vezetők humoros vonala nem Swift és Rabelais éles szatirája felé mutat, hanem csak egyszerű karikatúra. Ez a cselekményszál a könyv közepe felé véget ér, innentől megváltozik a regény szövege, és a láger-próza paródiáját kapjuk. Egy másik cikkíró ezt a váltást így értelmezi: „A könyv második részében egyszercsak megérti az ember, hogy Borisz Paszternak Zsivago doktorát olvassa…”
Megint más értékelés szerint a regény közepe felé kezdődnek igazán a kalandok, a váratlan fordulatok, helyenként megható lírai részletekkel. A viszonylag harmonikus befejezésre utalva a cikkíró megjegyzi: „A Doktor Garint 2021 áprilisában olvasva azt vettem észre, hogy Szorokin a nyugtalan idők megnyugtató olvasmányává vált – egyfajta orosz Harry Potterré, amelyben minden feltétlenül jóra fordul.”

## Magyarul
- Szorokin, Vlagyimir: Garin doktor; ford. M. Nagy Miklós; Gondolat, Bp., 2021. 978 963 556 134 6